# Disociativní porucha identity
Disociativní porucha identity (DID), dříve známá jako mnohočetná porucha osobnosti, je mentální porucha vyznačující se disociativními stavy a mnohočetností osobnosti. To je doprovázeno ztrátou paměti, která nesouvisí s běžným zapomínáním. U DID se dále projevují stavy, které jsou společné s hraniční poruchou osobnosti (BPD), posttraumatickou stresovou poruchou (PTSD), depresí, sebepoškozováním nebo úzkostí.
Příčinou vzniku DID je nejčastěji trauma z dětství. Zhruba v 90 % je způsobena zneužíváním v dětství, v jiných případech může být spojena se zkušenostmi z války nebo se zdravotními problémy v dětství. Důležitou roli hraje také genetická vybavenost.
Léčba obecně zahrnuje psychiatrickou péči. Nemoc se nedá zcela vyléčit, ovšem je možné tlumit její příznaky. Předpokládá se, že postihuje asi 2 % obyvatelstva a 3 % nemocných s duševními problémy v Evropě a Severní Americe. DID je diagnostikována asi šestkrát častěji u žen než u mužů. Počet případů ve druhé polovině 20. století výrazně vzrostl, spolu s počtem identit, na něž se tyto osoby podílely.

## Příznaky

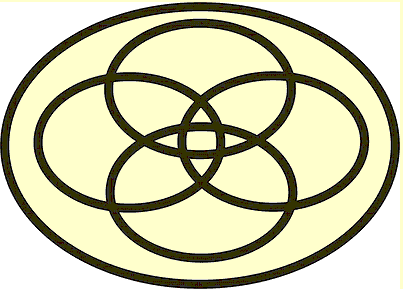
Symbol Disociativní poruchy identity, jehož cílem je zvýšit povědomí o tomto onemocnění.

Příznaky DID zahrnují přítomnost dvou nebo více odlišných osobnostních stavů doprovázených neschopností vzpomenout si na osobní informace, nad rámec toho, co se považuje za normální zapomnění. Mezi další symptomy patří ztráta identity, ztráta v čase, pocitu sebe sama a vědomí.
Disociace je obranná reakce mozku, kdy jedinec není schopen se vyrovnat s určitou stresovou situací. Při této situaci se člověk dostane do tzv. disociativního stavu, kdy částečně ztratí vědomí a nedokáže vnímat čas. Tento stav je často doprovázen tiky.

## Systém
Po prožití traumatu mozek DID pacienta vytvoří tzv. vnitřní svět (inner world), ve kterém „žijí“ alternativní identity, tzv. alteři (alters). To celé spolu s hostitelem (jedincem trpícím DID) tvoří jeden DID systém. Vytváření alterů je obranný mechanismus, kdy se člověk již sám nedokáže vyrovnat s prožitým traumatem. Počet alterů může být od jednoho až po desítky.

### Alternativní identity

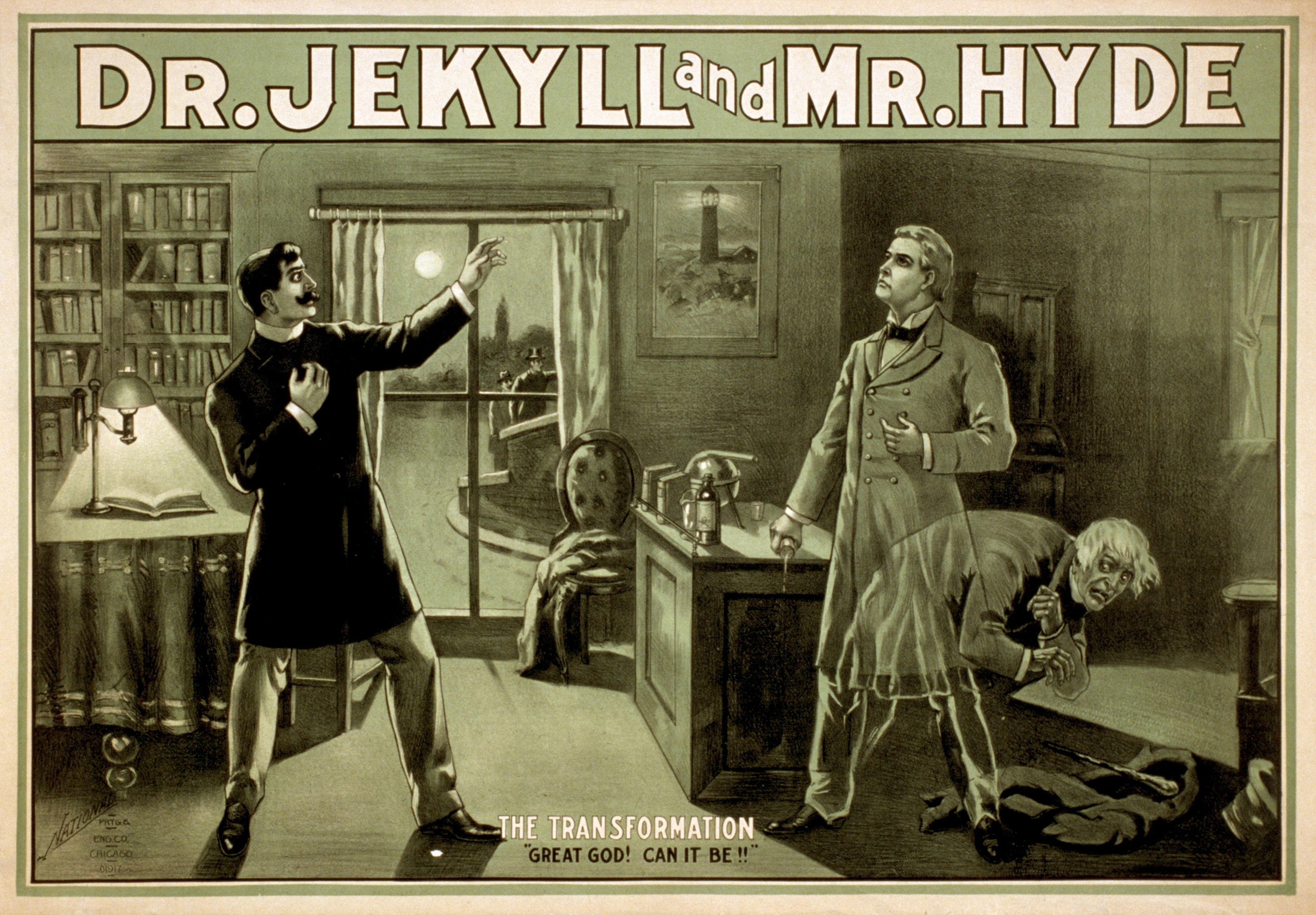
Kniha Roberta Louis Stevensona Podivný případ Dr. Jekylla a pana Hyda je známý příběh s příkladem mnohočetnosti osobnosti.

V praxi to vypadá tak, že když se DID člověk dostane do stresové situace, přejde do stavu disociace a poté se „do popředí“ dostane jeden z alterů (tzv.switching), který nadále ovlivňuje veškeré chování člověka. Těmto situacím se přezdívá spouštěče, každý alter reaguje na jiný spouštěč, který může být pozitivní (hudba, jídlo) a nebo negativní (hádka, velký hluk, strach). Alteři mohou mít různý věk, sexualitu, přízvuk a celkově jiný charakter než hostitel systému. 

### Vnitřní svět
Vnitřní svět DID pacienta může mít různou velikost a podobu. Čím více identit se nachází v systému, tím je vnitřní svět zpravidla větší. Může mít podobu místnosti, domu, celého fungujícího města nebo celé planety s vlastními zvířaty nebo vytvořeným jazykem a kulturou. Každé alter ego má jak ve vnitřním tak v reálném světě nějakou úlohu a může komunikovat s dalšími alter egy. Mozek člověka musí tudíž vstřebávat velké množství informací, jelikož prakticky žije několik životů, a proto u něho bývá častá veliká únava.

## Diagnóza
V současné době je stále obtížné diagnostikovat tuto poruchu, jelikož neexistuje univerzální shoda na definici disociace. Kritéria vyžadují, aby byl dospělý člověk opakovaně kontrolován dvěma nebo více alternativními identitami, doprovázenými výpadky paměti, které nejsou způsobeny alkoholem, drogami nebo jinými zdravotními stavy, jako jsou komplexní parciální záchvaty. Při diagnostice u dětí nesmí být symptomy zaměňovány s imaginativní hrou. Diagnóza je obvykle prováděna klinicky vyškoleným odborníkem, jako je psychiatr nebo psycholog, prostřednictvím klinického hodnocení, rozhovorů s rodinou a přáteli a zvážení dalšího pomocného materiálu. DID pacienti se někdy mohou setkat s odmítnutím léčby ze strany odborníků, zejména proto, že pro některé neexistuje hmotný důkaz; proto se disociativní poruchy někdy označují jako „nemoci skrytosti“.